# Antonio Lázaro Tensa
Antonio Lázaro Tensa (València, 11 de febrer 1849 - 5 de juny de 1915) fou un advocat i polític valencià, diputat a les Corts Espanyoles durant la restauració borbònica.

## Biografia
Era fill d'Antonio Lázaro Ferrer, terratinent i exportador de vi originari de Sagunt. Fou conseller i director de la Societat Valenciana de Tramvies, de la Companyia Valenciana de Navegació i de la Caixa d'Estalvis de València, i també fou representant a València de la Compañía Arrendataria de Tabacos.
Alhora, milità al Partit Conservador, del que en fou cap provincial gràcies a la seva amistat amb Antonio Cánovas del Castillo. Fou elegit diputat provincial pel districte dels Serrans el 1892. Després diputat pel districte de Requena a les eleccions generals espanyoles de 1896, pel de Sagunt a les eleccions generals espanyoles de 1905 i de 1907, i pel de Torrent a les eleccions generals espanyoles de 1910. Alhora, fou senador electe per la província de València el 1899-1900, 1903-1904 i 1914-1915.
El 1904 va donar suport al directori dirigit per Teodor Llorente i Olivares que va reorganitzar el partit conservador a València amb Froilán Salazar y Rives, Facundo Burriel y García de Polavieja, Ignacio Despujols, José Alberola Serra, organitzant coalicions amb liberals i tradicionalistes per a desplaçar de l'alcaldia de València als dirigents del Partit d'Unió Republicana Autonomista.